# Ерік Роуен
Джозеф Рууд (англ. Joseph Ruud) — американський професійний реслер. Зараз виступає в WWE під ринговим ім'ям Ерік Роуен (англ. Eric Rowen), як представник угруповання The Wyatt Sicks на бренді SmackDown.

## Florida Championship Wrestling
У лютому 2011 року Роуен підписав контракт розвитку з WWE і був відправлений на бренд FCW під ім'я Ерік Роуен. Дебютував в серпні 2011 року. Його дебют розпочався з перемоги над Кеннетом Камероном. Не завоював жодного титулу.

## WWE
Наприкінці травня 2012 Родина Уаятта дебютувала на RAW. 27 травня в ефірі шоу було показане їх промо. Протягом 6 тижнів в ефірах WWE показували промо, в яких Ерік почав з'являтися в масці вівці. Останніми роликами став запис візиту операторської команди в їх будинок десь в американській глибинці.
Дебют Сімейства на RAW відбувся 8 липня 2013 року, коли Уаятти напали на Кейна.

## Реслінг
Фінішер
- Waist-lifted side slam

Менеджер
- Брей Уаятт

Музичні теми
- «Live In Fear» від Mark Crozer

## Титули і нагороди
Pro Wrestling Illustrated
- PWI ставить його #145 з топ 500 реслерів у 2013

Wrestling Observer Newsletter
- Найкращий гіммік (2013) — як частини сім'ї Уаятта

WWE NXT
- NXT Tag Team Championship (1 раз) — з Люком Харпером